# Wiesława Szajewska-Jarzynka
Wiesława Szajewska-Jarzynka (ur. 8 czerwca 1930, zm. 16 września 2018) – polska stomatolog, prof. dr hab. nauk medycznych.

## Życiorys
Odbyła studia w Pomorskiej Akademii Medycznej, natomiast w 1965 obroniła pracę doktorską, 1974 uzyskała stopień doktora habilitowanego. 24 kwietnia 1990 nadano jej tytuł naukowy profesora w zakresie nauk medycznych. Pracowała w Katedrze Stomatologii Zachowawczej i Periodontologii na Wydziale Stomatologii Pomorskiej Akademii Medycznej.
Została pochowana 20 września 2018 na cmentarzu Centralnym w Szczecinie.